# Mount Cameron, Antarktis
Mount Cameron är ett berg i Antarktis. Det ligger i Östantarktis. Australien gör anspråk på området. Toppen på Mount Cameron är 1 013 meter över havet.
Terrängen runt Mount Cameron är platt åt sydost, men åt nordväst är den kuperad. Terrängen runt Mount Cameron sluttar brant österut. Trakten är obefolkad. Det finns inga samhällen i närheten.